# Georges Loinger
Pour les articles homonymes, voir Loinger.
Georges Loinger, né le 29 août 1910 à Strasbourg et mort le 28 décembre 2018 à Neuilly-sur-Seine, est un éducateur, résistant français et directeur de société maritime.

## Biographie
Georges Uriel Joseph Loinger naît en 1910 à Strasbourg dans une famille de sept enfants, juive orthodoxe, de Mina Werzberg, née en Roumanie et Salomon Loinger, né en Pologne,. Son père vend des meubles et sa mère est une femme au foyer. Il est élevé durant la Première Guerre mondiale par sa tante, la future mère de Marcel Mangel, qui se fera connaître plus tard sous le nom de Marcel Marceau. Il est l’aîné d’une fratrie de sept enfants : Georges, Amanda, Emma, Fanny, Simon, Charles et Yvette. Sa nièce, Yardena Arazi est la fille de sa sœur benjamine Yvette.
Il fait ses études au lycée Fustel-de-Coulanges, à Strasbourg, où, rapidement, il se distingue en gymnastique et en sport. Dès l’âge de 15 ans, en 1925, il entre au mouvement de jeunesse sioniste Hatikvah où il rencontre sa future épouse Flore Hélène Rosenzweig, née le 10 janvier 1911 en Alsace qui y est cheftaine. Tous les enfants Loinger font partie de ce mouvement. C’est à Hatikvah que Georges Loinger rencontre Andrée Salomon.
Diplômé en 1929 de l’École pratique d’industrie, il travaille pour une compagnie de navigation sur le Rhin qu’il quitte en 1932 pour passer le diplôme de professeur d’éducation physique et sportive. Il finance ses études en étant surveillant général au séminaire israélite de France dont un des professeurs, Marcus Cohn, le fondateur de l’École Maïmonide de Boulogne-Billancourt, le recrute en 1935 comme professeur d’éducation physique,. Moniteur national des éclaireurs israélites de France, il crée un club sportif à Belleville pour les enfants juifs. Dans les années qui précèdent la Seconde Guerre mondiale, il s’occupe d’accueillir de jeunes réfugiés juifs d’Allemagne dans une propriété de la baronne Germaine de Rothschild, le château de la Guette.
Après avoir été mobilisé à la suite de la déclaration de guerre, son épouse devient la directrice de l’œuvre du Château de la Guette. Il est fait prisonnier durant la débâcle. Parvenant à s’évader de Bavière à la fin de l’année 1940 en compagnie de son cousin Marcel Vogel, rencontré par hasard au stalag 7A, il rejoint le 10 janvier 1941 sa femme à la Bourboule, où celle-ci s’est repliée avec 123 jeunes réfugiés. Il devient chef Compagnon de France pour la région de l’Auvergne. Cette activité dans un mouvement pétainiste lui fournit une couverture idéale dans ses déplacements, car il est muni d’une carte tricolore. Il rejoint rapidement la Résistance au sein du réseau Bourgogne.
Avec le soutien du docteur Joseph Weill qu’il avait rencontré dès 1930, l’un de ses amis de Strasbourg et dirigeant de l’Œuvre de secours aux enfants, il devient responsable du sport au sein des maisons de l’OSE Lorsque cette dernière décide de fermer les maisons et de disperser les enfants, il organise jusqu’à la Libération le sauvetage de plusieurs centaines d’enfants juifs qu’il fait convoyer via Annemasse jusqu’en Suisse, avec la complicité du maire d’Annemasse, Jean Deffaugt. Au début, il faisait jouer les enfants au football le long de la frontière, et lorsque malencontreusement le ballon la franchissait, tout le monde allait le chercher sans revenir. Jusqu’à septembre 1943, la frontière était gardée par des soldats italiens et le commandant italien a, une fois, fait discrètement savoir qu’il approuvait ce que Loinger faisait, à savoir les sauvetages d’enfants. Après septembre 1943, tout changea avec l’arrivée des Allemands. Quelques convois connaîtront une fin tragique et entraîneront la perte d’enfants et de jeunes héroïnes comme Mila Racine, la sœur d'Emmanuel Racine, Marianne Cohn ou Thérèse Tédesco. Il fait partie du Réseau Garel, avec sa sœur Fanny Loinger, une infirmière. Mais ce n’est qu’après la guerre que le frère et la sœur découvrent qu’ils faisaient de la Résistance et dans le même Réseau Garel. Cette filière d’évacuation des enfants via Annemasse vers la Suisse avec la participation des éclaireurs israélites de France permet le sauvetage d’environ 1 200 enfants. Georges Loinger confie également des enfants juifs à Germaine Le Hénaff, directrice de la maison d’enfants du Château de la Guette.
Sa sœur Emma (Émilie) Loinger, née le 25 septembre 1913 à Strasbourg, épouse de Erich Arnold Lederer, né à Diersbourg, en Allemagne, le 25 avril 1913, français par naturalisation fait également partie de la Résistance. Elle travaille à l’Œuvre de secours aux enfants (OSE) depuis 1939.
Après la guerre, il œuvre pour faciliter le passage des rescapés du nazisme en Palestine mandataire et joue un grand rôle dans l’affaire de l’Exodus lorsque ce bateau fait escale en France. Il sera ensuite directeur de la filiale française de la compagnie de navigation israélienne Zim. Il a présidé l’Association de la Résistance juive en France (ARJF).
En mars 2013, au cours d’un voyage en Israël à l’âge de 102 ans, il est reçu par le président Shimon Peres.
Depuis 2014, le groupe local des éclaireuses et éclaireurs israélites de France (EEIF) du 17e arrondissement de Paris, porte son nom pour lui rendre hommage. 

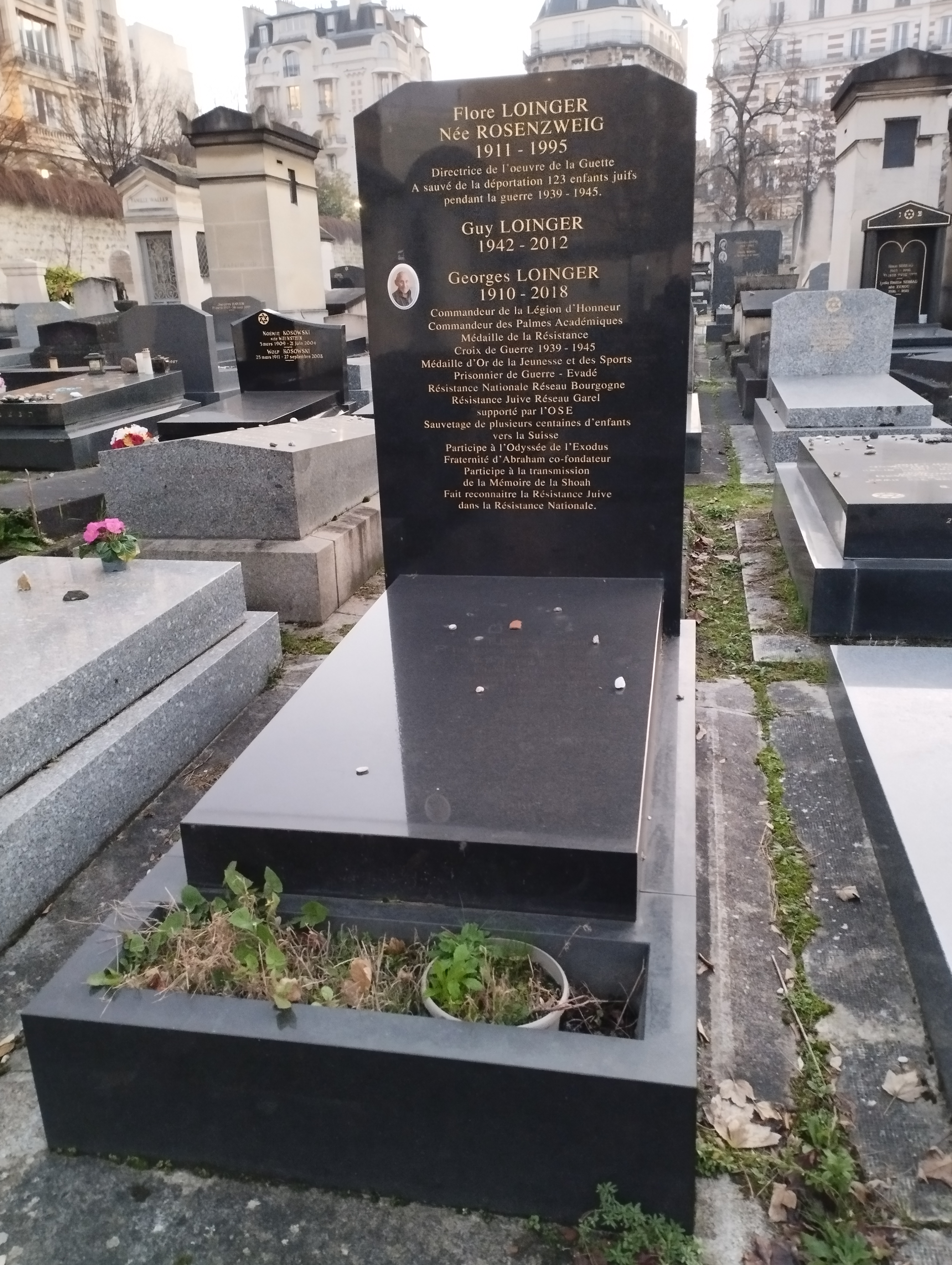
Tombe de Georges et Flore Loinger au cimetière du Montparnasse (division 30).

Georges Loinger meurt, des suites d'une chute, le 28 décembre 2018 à Neuilly-sur-Seine à l’âge de 108 ans,.
Selon son fils, Daniel Loinger, ses derniers mots ont été : « Personne ne pourra détruire la culture juive ». Il repose depuis le 31 décembre 2018 au cimetière du Montparnasse (division 30), aux côtés de son épouse.

### Famille
Son fils aîné, Daniel Loinger est né le 28 mai 1937,, mais d’après les récits de son père, en 1934,! Son deuxième fils, Guy Loinger, économiste et universitaire, né le 10 décembre 1942,, est mort à 69 ans, à Paris, le 11 février 2012. Guy Loinger aura donné naissance aux 2 seuls petits enfants de Georges, Juliette Loinger-Beck et Gabriel Beck, artiste en art relationnel. Il est également le cousin de Dora Werzberg, autre résistante française.

## Distinctions
- Commandeur de la Légion d'honneur à titre militaire ;
- Croix de guerre 1939-1945 avec palmes ;
- Médaille de la Résistance française ;
- Commandeur de l'ordre des Palmes académiques (décret du 31 août 2017) des mains de Florence Parly, ministère des Armées[30];
- Médaille de la jeunesse, des sports et de l'engagement associatif, or;
- Croix d'officier de l'ordre du Mérite (2016) [31].

La médaille de citoyen d’honneur de la ville de Strasbourg lui est remise le 24 octobre 2014,.

## Hommage posthume
Le 16 février 2022, une plaque commémorative est apposée sur l'immeuble où Georges Loinger vécut de 1952 à 2018 avec sa femme Flore, 16, rue du Ranelagh à Paris.

## Ouvrages
- Georges Loinger (préf. Serge Klarsfeld, avec la participation de Katy Hazan), Aux frontières de l'espoir, Paris, le Manuscrit et Fondation pour la mémoire de la Shoah, coll. « « Témoignages de la Shoah » (no 8728) », 2006, 276 p. (ISBN 978-2-7481-8082-4)
- Georges Loinger (dir.) et al., Organisation juive de combat : France, 1940-1945, Paris, Autrement, coll. « Mémoire/histoire », 2006, 501 p. (ISBN 978-2-7467-0902-7)
- Georges Loinger et Sabine Zeltoun, Les Résistances juives en France pendant l'Occupation, Paris, Albin Michel, coll. « Beaux livres », 2010, 269 p. (ISBN 978-2-226-18186-2)
- Georges Loinger (avec le concours de Michèle Schlanger-Merowka et Katy Hazan), L’Odyssée d’un résistant : Témoignage d’un centenaire, enfant d’Alsace, Nice, les éditions Ovadia, coll. « XXe siècle histoire et destinées », 2014, 272 p. (ISBN 978-2-36392-088-1)

### Filmographie
Dans le long métrage Resistance de Jonathan Jakubowicz (2019), il est incarné par Géza Röhrig.